# Lhakpa La
 Il Lhakpa La o Lhagba La (chiamato anche Windy Gap, che in lingua inglese significa “sella ventosa“) è una sella montuosa alta 6849 m situata sul massiccio del monte Everest, a nord-est della cima, in territorio tibetano.
Il passo era sconosciuto agli abitanti locali fino a quando fu scoperto dalla spedizione britannica all'Everest del 1921, alla ricerca di una via d'ascesa per la vetta, che gli diede il nome. Si trova sulla cresta spartiacque tra il ghiacciaio Kharta ad ovest, che scende nell'omonima valle per dare vita a un fiume affluente dell'Arun, e il ghiacciaio Rongbuk orientale ad est, che alla fine del suo tortuoso percorso confluisce nel corpo principale del ghiacciaio Rongbuk poco lontano dal monastero tibetano. A meno di un chilometro dal passo in direzione sud-ovest si trova a 6368 m uno dei laghi più elevati del mondo, il Lhagba Pool, lungo 180 6368 m e largo circa 50 m.
Di norma le spedizioni dirette all'Everest si tengono lontane dal passo, che è invece inserito nell'itinerario di alcuni circuiti di trekking. La prima spedizione britannica alla montagna del 1921, tuttavia, non essendo riuscita a trovare il passaggio al Colle Nord attraverso il ghiacciaio Rongbuk, si vide costretta a salire il passo per poi scendere al Rongbuk orientale e raggiungere da lì la cresta settentrionale. Le ricognizioni effettuate da George Mallory e Guy Bullock permisero alla fine di indicare una migliore via di ascensione alle successive spedizioni.